# Máthé Gábor (jogtörténész)
Máthé Gábor (Budapest, 1941. szeptember 6. –) magyar jogtörténész, egyetemi tanár. 2004 és 2009 között a Károli Gáspár Református Egyetem Állam-és Jogtudományi Kar dékánja. A Magyar Jogász Egylet elnöke.

## Életpályája
1962-ben kezdte meg egyetemi tanulmányait az Eötvös Loránd Tudományegyetem Állam- és Jogtudományi Karán, ahol 1967-ben szerzett jogi doktorátust. Diplomájának megszerzése után az egyetem mint MTA-kutatóhely tudományos munkatársa lett (1967–1977). 1978 és 2000 között az Államigazgatási Főiskola Jogtudományi Tanszékén dolgozott: 1984 és 1987 között mint annak vezetője, 1989 és 1994 között mint a Főiskola főigazgató-helyettese. 1993 és 2003 között Széchenyi professzori ösztöndíjjal kutatott.
2004 és 2009 között a Károli Gáspár Református Egyetem Állam-és Jogtudományi Kar dékánja. 2002-től a Magyar Jogász Egylet elnöke. 2005 és 2006 között a Budapesti Corvinus Egyetem Közigazgatás-tudományi Kar Jogtudományi Tanszékének vezetője.

## Munkássága
Kutatási területe a magyar alkotmány- és jogtörténet. Kutatásai során a magyar alkotmány- és közigazgatás intézményrendszerének fejlődéstörténetével, a közigazgatás és az igazságszolgáltatás határterületi problematikájával, a választójoggal és a közigazgatás büntetőhatalmával foglalkozott. Publikációit elsősorban magyar, angol és német nyelven adja közre.

## Főbb tanulmányai
- Máthé Gábor–Révész Tamás: Az esti- és levelező tagozatú oktatás fejlődése az ELTE Állam- és Jogtudományi Karán. 1945-1970; ELTE, Bp., 1972 (Jogtörténeti értekezések)
- A bírói hatalom gyakorlásáról szóló 1869:IV. tc. létrejötte és jelentősége a dualizmus jogrendszerében (1969)
- Csizmadia Andor–Máthé Gábor–Nagy Endre: Magyar közigazgatástörténet; Államigazgatási Főiskola, Bp., 1982
- Az Igazságügyi Minisztérium történetéből. 1867-1871 (1982)
- A magyar burzsoá igazságszolgáltatási szervezet kialakulása, 1867-1875; Akadémiai, Bp., 1982
- A magyar közigazgatási irodalom válogatott bibliográfiája, 1827-1944; összeáll. Hernádi László Mihály, szerk. Kovács Kálmán, Máthé Gábor, Hernádi László Mihály; SKV, Bp., 1983
- A szabálysértési jog továbbfejlesztésének elméleti megalapozása; szerk. Máthé Gábor, Szabó András; MTA Államtudományi Kutatások Programirodája, Bp., 1987
- A kihágás intézménye (1988)
- A közigazgatási büntetőbíráskodás fejlődése az utolsó 100 évben. Tanulmánykötet / Entwicklung der Verwaltungsstrafgerichtsbarkeit in den vergangenen 100 Jahren. Sammelband; szerk. Máthé Gábor, Révész Tamás; Igazságügyi Minisztérium, Bp., 1988 (Igazságügyi Minisztérium Tudományos és Tájékoztatási Főosztály kiadványai)
- Theorie und Institutionsystem der Gewaltentrennung in Europa. Mitteleuropäische Rechtshistorikerrunde. I. Konferenz. Veszprém, 15-18. September 1992; szerk. Máthé Gábor; School of Public Administration, Bp., 1993 (Studies on public administration and law)
- Degré Alajos emlékkönyv; szerk. Máthé Gábor, Zlinszky János; Unió, Bp., 1995
- Die Entwicklung der österreichisch – ungarischen Strafrechtskodifikation im XIX-XX. Jahrhundert; szerk. Máthé Gábor, Werner Ogris; Unió, Bp., 1996
- The Hungarian state. Thousand years in Europe; szerk. Gergely András, Máthé Gábor; Korona, Bp., 2000
- Die Elemente der ungarischen Verfassungsentwicklung. Studien zum Millennium; szerk. Máthé Gábor, Mezey Barna; ELTE, Bp., 2000
- A közigazgatási bíráskodásról (2000)
- Problems of codification during the Austro-Hungarian dual Monarchy (2001)
- Von dem Vormärz bis zum 20. Jahrhundert. Tradition und Erneuerung in der ungarischen Rechtsentwicklung. Studien zu den Reformen in den 19-20. Jahrhunderten; szerk. Máthé Gábor, Mezey Barna; ELTE ÁJK, Würzburg–Bp., 2002 (Bibliotheca iuridica Acta congressuum)
- European administrative penal law; szerk. Máthé Gábor, Kis Norbert; BCE, Bp., 2004
- Die Problematik der Gewaltentrennung; Gondolat, Bp., 2004 (Ungarische Rechtshistoriker)
- Nationalstaat, Monarchie, Mitteleuropa. Zur Erinnerung an den "Advokaten der Nation", Ferenc Deák; szerk. Máthé Gábor, Mezey Barna; Gondolat, Bp., 2004 (Bibliotheca iuridica. Acta congressuum)
- Der bürgerliche Rechtsstaat in Ungarn (2005)
- A jogi szakvizsgarendszer megújítása (társszerzőkkel) (2005)
- Közigazgatási eljárások jogszabályainak gyűjteménye. Tansegédlet; vál., összeáll. Ivancsics Imre, Máthé Gábor; Magyar Hivatalos Közlönykiadó, Bp., 2005 (Lex-icon)
- Sub clausula 1956. Dokumentumok a forradalom történetéhez; szerk. Gecsényi Lajos, Máthé Gábor; összeáll., jegyz. Baráth Magdolna; Magyar Hivatalos Közlönykiadó, Bp., 2006
- Közjogi tanulmányok Lőrincz Lajos 70. születésnapja tiszteletére; szerk. Imre Miklós, Lamm Vanda, Máthé Gábor; Aula, Bp., 2006
- Sub clausula, 1920-1947. Dokumentumok két békeszerződés (Trianon, Párizs) történetéből; szerk. Gecsényi Lajos, Máthé Gábor, összeáll., jegyz. Baráth Magdolna és Katona Csaba; Magyar Közlöny Lap- és Könyvkiadó, Bp., 2008
- Károli Gáspár Református Egyetem Állam- és Jogtudományi Kar, 1998-2008. Crescit sub pondere palma; szerk. Máthé Gábor; KGRE ÁJK, Bp., 2008
- Sapienti iniuria non potest fieri. Ünnepi tanulmányok Zlinszky János tiszteletére; szerk. Horváth Attila, Koltay András, Máthé Gábor; Gondolat, Bp., 2009 (Jogtörténeti értekezések)
- Sub clausula 1989. Ddokumentumok a politikai rendszerváltozás történetéhez. A grand strategy; szerk. Gecsényi Lajos, Máthé Gábor, vál., jegyz. Baráth Magdolna; Magyar Közlöny Lap- és Könyvkiadó, Bp., 2009
- Ünnepi tanulmányok Révész T. Mihály 65. születésnapja tiszteletére; szerk. Máthé Gábor, Mezey Barna; Gondolat, Bp., 2010
- Das Wesen der Rechtsgeschichte. Werner Ogris zum 75. Geburtstag; szerk. Máthé Gábor, Mezey Barna; Gondolat, Bp., 2010
- Die Habsburgermonarchie auf dem Wege zum Rechtsstaat? Rechtshistorisches Symposium; szerk. Máthé Gábor, Werner Ogris; Magyar Közlöny Lap- és Könyvkiadó, Bp.–Wien, 2010
- Jogtörténeti parerga. Ünnepi tanulmányok Mezey Barna 60. születésnapja tiszteletére; szerk. Máthé Gábor, Révész T. Mihály, Gosztonyi Gergely; ELTE Eötvös, Bp., 2013
- Állam-, egyház-, jogtörténeti magyarázatok. Ünnepi tanulmányok Rácz Lajos tiszteletére 65. születésnapja alkalmából; szerk. Máthé Gábor, Révész T. Mihály; Multiszolg Bt., Vác, 2013
- A magyar jog fejlődésének fél évezrede. Werbőczy és a Hármaskönyv 500 esztendő múltán; szerk. Máthé Gábor; Nemzeti Közszolgálati Egyetem–Nemzeti Közszolgálati és Tankönyvkiadó, Bp., 2014

## Díjai, elismerései
- A Magyar Érdemrend tisztikeresztje (2012)